# Graziana Trotta
Graziana Trotta (Pont-de-Loup, 25 oktober 1984) is een Belgisch politica van de PS.

## Levensloop
Als licentiate in de bestuurswetenschappen aan de UCL begon Trotta een professionele loopbaan bij Infrabel.
Als kleindochter van geïmmigreerde Italianen werd Trotta actief bij de Jeunes Socialistes, de jongerenafdeling van de PS. In oktober 2006 werd ze verkozen tot gemeenteraadslid van Aiseau-Presles. In 2011 werd zij er schepen en vanaf was zij 2014 titelvoerend in deze functie. Bij de gemeenteraadsverkiezingen van 2018 was Trotta geen kandidaat meer.
Bij de verkiezingen van 2009 stond ze als vierde opvolger op de PS-lijst voor het Waals Parlement in het arrondissement Charleroi. Nadat de eerste drie opvolgers in het parlement waren gekomen (Hugues Bayet en Serdar Kilic) of geweigerd hadden om te zetelen (Ingrid Colicis) en Paul Magnette als vierde PS-verkozene de voorkeur gaf aan zijn federale ministerfuncties, werd Trotta op 24-jarige leeftijd Waals Parlementslid. Ook werd ze lid van het Parlement van de Franse Gemeenschap. In 2014 werd ze in beide mandaten herkozen. Bij de Waalse verkiezingen van 2019 stelde ze zich geen kandidaat meer.
In januari 2018 werd Trotta naturopate bij Goût de Coeur en in november dat jaar pr-verantwoordelijke bij evenementenzaal NAOS. Tevens werd ze in september 2019 directiesecretaresse bij uitgeverij EDC Productions.